# Chalid al-Azm

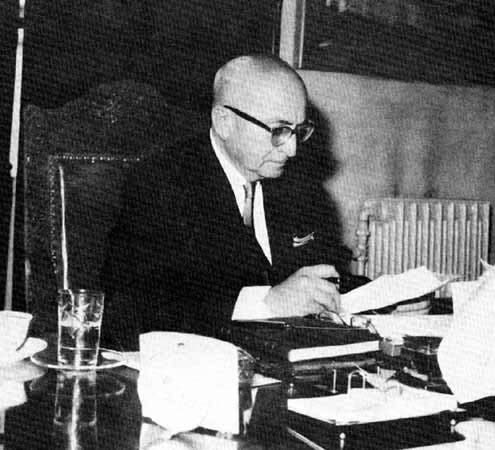
Chalid al-Azm

Chalid al-Azm (arabisch خالد العظم, * 1903 in Damaskus, Vilâyet Syrien; † 18. November 1965 in Beirut, Libanon) war ein syrisch-nationalistischer Politiker.
Er wurde 1903 in die sunnitische al-Azm-Familie (auch bekannt als al-Azem oder Alazem) hineingeboren, eine der bekanntesten politisch aktiven Familien Syriens. Sein Vater war der Minister für religiöse Angelegenheiten im Osmanischen Reich. Chalid war Absolvent der Universität Damaskus.
Während der französischen Mandatszeit war Azm vom 4. April bis zum 16. September 1941 Übergangspräsident der Syrischen Republik. Er war zudem sechsmal Ministerpräsident, erstmals vom 4. April bis zum 21. September 1941, dann vom 16. bis zum 19. Dezember 1946, vom 16. Dezember 1948 bis zum 30. März 1949, vom 27. Dezember 1949 bis zum 4. Juni 1950, vom 27. März bis zum 5. August 1951 sowie zuletzt vom 17. September 1962 bis zum 9. März 1963. Von 1947 bis 1949 war er syrischer Botschafter in Frankreich.
Er stand Gamal Abdel Nasser ablehnend gegenüber und musste während der Zeit der Vereinigung mit Ägypten in den Libanon fliehen. Endgültig exiliert wurde er, als die Baathisten ihn 1963 aus dem Amt als Ministerpräsident putschten.